# Pro Bowl

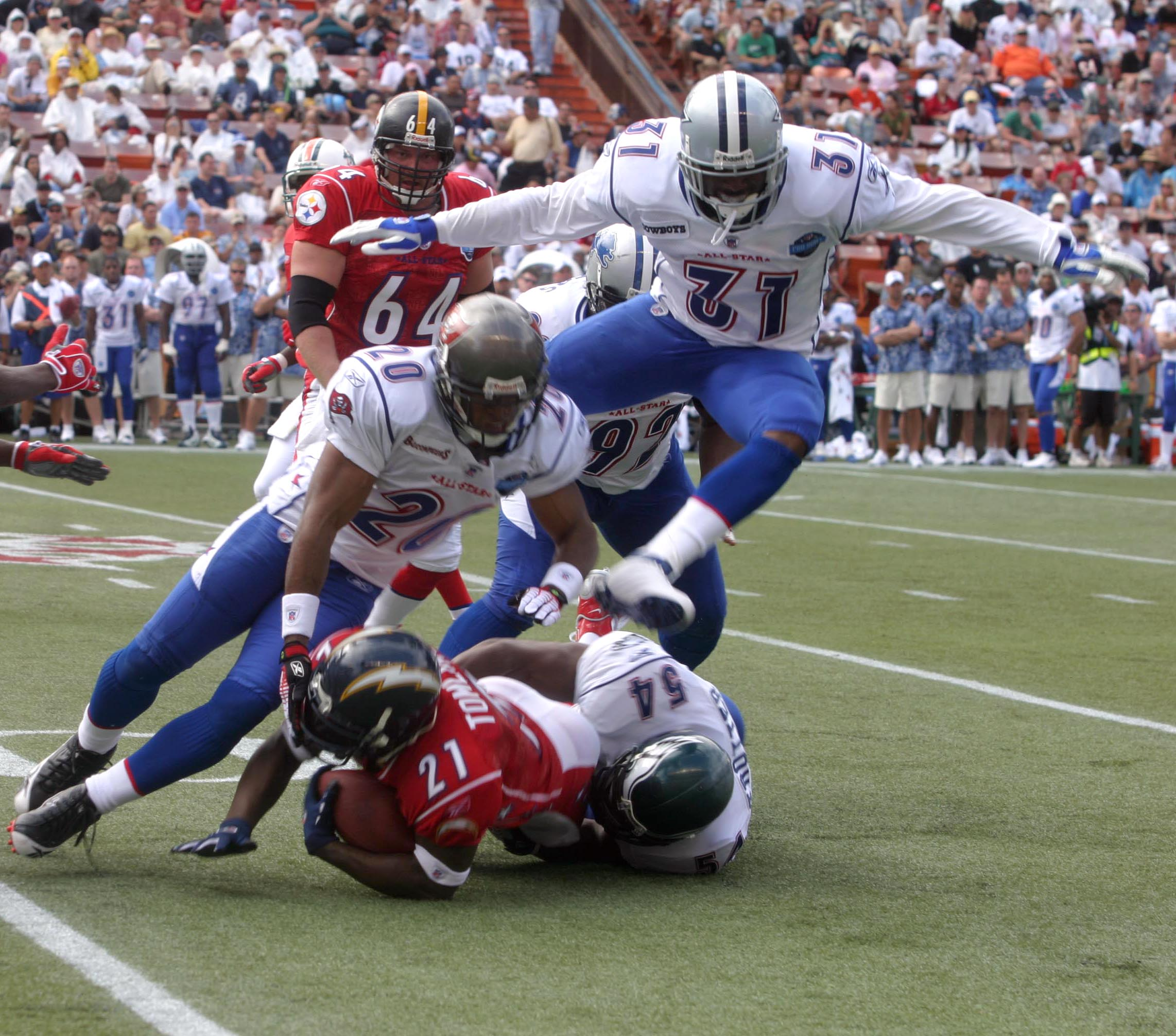
Spelmoment in de 2006 Pro Bowl

De Pro Bowl is in American football de all-star wedstrijd van de National Football League (NFL). 
De eerste NFL Pro Bowl werd gehouden in 1950. Sinds de samensmelting van de NFL en de American Football League (AFL) in 1970, is de officiële naam de AFC–NFC Pro Bowl. Het is dan ook wedstrijd tussen de top spelers van de American Football Conference (AFC) tegen de top spelers van de National Football Conference (NFC).
In tegenstelling tot andere all-star wedstrijden, die gehouden worden tijdens regular season, wordt de Pro Bowl gespeeld aan eind van de competitie. Tot 2010 werd de wedstrijd altijd een week na de Super Bowl gespeeld, maar sindsdien wordt de wedstrijd een week voor de Super Bowl gespeeld. Er doen dan ook geen spelers mee van de teams die spelen in de Super Bowl finale. Het is daarnaast de enige all-star game die niet populairder is in Amerikaanse sporten dan een normale wedstrijd.

## Pro Bowls
| Seizoen | Datum            | Score          | Pro Bowl MVP                     | Stadion                                     |
| ------- | ---------------- | -------------- | -------------------------------- | ------------------------------------------- |
| 1950    | 14 januari 1951  | AC 28-27       | Otto Graham                      | Los Angeles Memorial Coliseum (Los Angeles) |
| 1951    | 12 januari 1952  | NC 30-13       | Dan Towler                       | Los Angeles Memorial Coliseum (Los Angeles) |
| 1952    | 10 januari 1953  | NC 27-7        | Don Doll                         | Los Angeles Memorial Coliseum (Los Angeles) |
| 1953    | 17 januari 1954  | East 20-9      | Chuck Bednarik                   | Los Angeles Memorial Coliseum (Los Angeles) |
| 1954    | 16 januari 1955  | West 26-19     | Billy Wilson                     | Los Angeles Memorial Coliseum (Los Angeles) |
| 1955    | 15 januari 1956  | East 31-30     | Ollie Matson                     | Los Angeles Memorial Coliseum (Los Angeles) |
| 1956    | 13 januari 1957  | West 19-10     | Bert Rechichar / Ernie Stautner  | Los Angeles Memorial Coliseum (Los Angeles) |
| 1957    | 12 januari 1958  | West 26-7      | Hugh McElhenny / Gene Brito      | Los Angeles Memorial Coliseum (Los Angeles) |
| 1958    | 11 januari 1959  | East 28-21     | Frank Gifford / Doug Atkins      | Los Angeles Memorial Coliseum (Los Angeles) |
| 1959    | 17 januari 1960  | West 38-21     | Johnny Unitas / Eugene Lipscomb  | Los Angeles Memorial Coliseum (Los Angeles) |
| 1960    | 15 januari 1961  | West 35-31     | Johnny Unitas / Sam Huff         | Los Angeles Memorial Coliseum (Los Angeles) |
| 1961    | 14 januari 1962  | West 31-30     | Jim Brown / Henry Jordan         | Los Angeles Memorial Coliseum (Los Angeles) |
| 1962    | 13 januari 1963  | East 30-20     | Jim Brown / Eugene Lipscomb      | Los Angeles Memorial Coliseum (Los Angeles) |
| 1963    | 12 januari 1964  | West 31-17     | Johnny Unitas / Gino Marchetti   | Los Angeles Memorial Coliseum (Los Angeles) |
| 1964    | 10 januari 1965  | West 34-14     | Fran Tarkenton / Terry Barr      | Los Angeles Memorial Coliseum (Los Angeles) |
| 1965    | 16 januari 1966  | East 36-7      | Jim Brown / Dale Meinert         | Los Angeles Memorial Coliseum (Los Angeles) |
| 1966    | 22 januari 1967  | East 20-10     | Gale Sayers / Floyd Peters       | Los Angeles Memorial Coliseum (Los Angeles) |
| 1967    | 21 januari 1968  | West 38-20     | Gale Sayers / Dave Robinson      | Los Angeles Memorial Coliseum (Los Angeles) |
| 1968    | 19 januari 1969  | West 10-7      | Roman Gabriel / Merlin Olsen     | Los Angeles Memorial Coliseum (Los Angeles) |
| 1969    | 18 januari 1970  | West 16-13     | Gale Sayers / George Andrie      | Los Angeles Memorial Coliseum (Los Angeles) |
| 1970    | 24 januari 1971  | NFC 27-6       | Fred Carr / Mel Renfro           | Los Angeles Memorial Coliseum (Los Angeles) |
| 1971    | 23 januari 1972  | AFC 26-13      | Willie Lanier / Jan Stenerud     | Los Angeles Memorial Coliseum (Los Angeles) |
| 1972    | 21 januari 1973  | AFC 33-28      | O.J. Simpson                     | Texas Stadium (Irving)                      |
| 1973    | 20 januari 1974  | AFC 15-13      | Garo Yepremian                   | Arrowhead Stadium (Kansas City)             |
| 1974    | 20 januari 1975  | NFC 17-10      | James Harris                     | Miami Orange Bowl (Miami)                   |
| 1975    | 26 januari 1976  | NFC 23-20      | Billy Johnson                    | Louisiana Superdome (New Orleans)           |
| 1976    | 17 januari 1977  | AFC 24-14      | Mel Blount                       | The Kingdome (Seattle)                      |
| 1977    | 23 januari 1978  | NFC 14-13      | Walter Payton                    | Tampa Stadium (Tampa)                       |
| 1978    | 29 januari 1979  | NFC 13-7       | Ahmad Rashad                     | Los Angeles Memorial Coliseum (Los Angeles) |
| 1979    | 27 januari 1980  | NFC 37-27      | Chuck Muncie                     | Aloha Stadium (Halawa)                      |
| 1980    | 1 februari 1981  | NFC 21-7       | Eddie Murray                     | Aloha Stadium (Halawa)                      |
| 1981    | 31 januari 1982  | AFC 16-13      | Lee Roy Selmon / Kellen Winslow  | Aloha Stadium (Halawa)                      |
| 1982    | 6 februari 1983  | NFC 20-19      | Dan Fouts / John Jefferson       | Aloha Stadium (Halawa)                      |
| 1983    | 29 januari 1984  | NFC 45-3       | Joe Theismann                    | Aloha Stadium (Halawa)                      |
| 1984    | 27 januari 1985  | AFC 22-14      | Mark Gastineau                   | Aloha Stadium (Halawa)                      |
| 1985    | 2 februari 1986  | NFC 28-24      | Phil Simms                       | Aloha Stadium (Halawa)                      |
| 1986    | 1 februari 1987  | AFC 10-6       | Reggie White                     | Aloha Stadium (Halawa)                      |
| 1987    | 7 februari 1988  | AFC 15-6       | Bruce Smith                      | Aloha Stadium (Halawa)                      |
| 1988    | 29 januari 1989  | NFC 34-3       | Randall Cunningham               | Aloha Stadium (Halawa)                      |
| 1989    | 4 februari 1990  | NFC 27-21      | Jerry Gray                       | Aloha Stadium (Halawa)                      |
| 1990    | 3 februari 1991  | AFC 23-21      | Jim Kelly                        | Aloha Stadium (Halawa)                      |
| 1991    | 2 februari 1992  | NFC 21-15      | Michael Irvin                    | Aloha Stadium (Halawa)                      |
| 1992    | 7 februari 1993  | AFC 23-20 (OT) | Steve Tasker                     | Aloha Stadium (Halawa)                      |
| 1993    | 6 februari 1994  | NFC 17-3       | Andre Rison                      | Aloha Stadium (Halawa)                      |
| 1994    | 5 februari 1995  | AFC 41-13      | Marshall Faulk                   | Aloha Stadium (Halawa)                      |
| 1995    | 4 februari 1996  | NFC 20-13      | Jerry Rice                       | Aloha Stadium (Halawa)                      |
| 1996    | 2 februari 1997  | AFC 26-23 (OT) | Mark Burnell                     | Aloha Stadium (Halawa)                      |
| 1997    | 1 februari 1998  | AFC 29-24      | Warren Moon                      | Aloha Stadium (Halawa)                      |
| 1998    | 7 februari 1999  | AFC 23-10      | Keyshawn Johnson / Ty Law        | Aloha Stadium (Halawa)                      |
| 1999    | 6 februari 2000  | NFC 51-31      | Randy Moss                       | Aloha Stadium (Halawa)                      |
| 2000    | 4 februari 2001  | AFC 38-17      | Rich Gannon                      | Aloha Stadium (Halawa)                      |
| 2001    | 9 februari 2002  | AFC 38-30      | Rich Gannon                      | Aloha Stadium (Halawa)                      |
| 2002    | 2 februari 2003  | AFC 45-20      | Ricky Williams                   | Aloha Stadium (Halawa)                      |
| 2003    | 8 februari 2004  | NFC 55-52      | Marc Bulger                      | Aloha Stadium (Halawa)                      |
| 2004    | 13 februari 2005 | AFC 38-27      | Peyton Manning                   | Aloha Stadium (Halawa)                      |
| 2005    | 12 februari 2006 | NFC 23-17      | Derrick Brooks                   | Aloha Stadium (Halawa)                      |
| 2006    | 10 februari 2007 | AFC 31-28      | Carson Palmer                    | Aloha Stadium (Halawa)                      |
| 2007    | 10 februari 2008 | NFC 42-30      | Adrian Peterson                  | Aloha Stadium (Halawa)                      |
| 2008    | 8 februari 2009  | NFC 30-21      | Larry Fitzgerald                 | Aloha Stadium (Halawa)                      |
| 2009    | 31 januari 2010  | AFC 41-34      | Matt Schaub                      | Sun Life Stadium (Miami Gardens)            |
| 2010    | 30 januari 2011  | NFC 55-41      | DeAngelo Hall                    | Aloha Stadium (Halawa)                      |
| 2011    | 29 januari 2012  | AFC 59-41      | Brandon Marshall                 | Aloha Stadium (Halawa)                      |
| 2012    | 27 januari 2013  | NFC 62-35      | Kyle Rudolph                     | Aloha Stadium (Halawa)                      |
| 2013    | 26 januari 2014  | Rice 22-21     | Nick Foles / Derrick Johnson     | Aloha Stadium (Halawa)                      |
| 2014    | 25 januari 2015  | Irvin 32-28    | Matthew Stafford / J. J. Watt    | University of Phoenix Stadium (Glendale)    |
| 2015    | 31 januari 2016  | Irvin 49-27    | Russell Wilson / Michael Bennett | Aloha Stadium (Halawa)                      |
| 2016    | 29 januari 2017  | AFC 20-13      | Travis Kelce / Lorenzo Alexander | Camping World Stadium (Orlando)             |
| 2017    | 28 januari 2018  | AFC 24-23      | Delanie Walker / Von Miller      | Camping World Stadium (Orlando)             |
| 2018    | 27 januari 2019  | AFC 26-7       | Patrick Mahomes / Jamal Adams    | Camping World Stadium (Orlando)             |
| 2019    | 26 januari 2020  | AFC 38-33      | Lamar Jackson / Calais Campbell  | Camping World Stadium (Orlando)             |
| 2020    | 31 januari 2021  | NFC 32-12      | Kyler Murray                     | geen                                        |
| 2021    | 6 februari 2022  | AFC 41-35      | Justin Herbert / Maxx Crosby     | Allegiant Stadium (Paradise)                |
| 2022    | 5 februari 2023  | NFC 35-33      | geen                             | Allegiant Stadium (Paradise)                |
| 2023    | 4 februari 2024  | NFC 64-59      | Baker Mayfield / Demario Davis   | Camping World Stadium (Orlando)             |